# Tommy Noonan
Tommy Noonan, alla nascita Thomas Patrick Noonan (Bellingham, 29 aprile 1921 – Woodland Hills, 24 aprile 1968), è stato un attore statunitense.

## Biografia
Figlio di Michael James Noone, comico di vaudeville di origini irlandesi (a Garrafrauns, Dunmore, Contea di Galway) e di Gracie Ferguson, insegnante di pianoforte di origini scozzesi (Glasgow), ha frequentato la New York University. Con il fratellastro minore, l'attore John Ireland, fanno il loro debutto teatrale nel 1934 in un teatro sperimentale di New York. In seguito apparvero insieme in tre film.
Prima della seconda guerra mondiale, Noonan recitava in una sua compagnia teatrale, approdando a Broadway con gli spettacoli Men to the Sea (1944) e, più tardi, in How to Make a Man (1960). Durante il conflitto prestò servizio nella Marina degli Stati Uniti e nel 1945 fece il suo debutto nel film Le ragazze dello scandalo (1945). Il suo primo ruolo di un certo rilievo lo ottenne quattro anni dopo, quello di Charles Ford nel film Ho ucciso Jess il bandito. Alla fine degli anni '40 collaborò con Peter Marshall (che era anche suo cognato, poiché John Ireland era sposato con Joanne Dru, la sorella di Marshall) per formare il duo "Noonan & Marshall" nei locali notturni, in televisione e in qualche film. Il duo ebbe limitate esibizioni perché entrambi continuavano le loro carriere anche individualmente, lavorando insieme solo quando erano entrambi disponibili; presero strade separate nel 1962, dopo l'uscita del film Swingin' Along.
Negli anni '50 raggiunse la notorietà con i ruoli di Gus Esmond jr., il fidanzato occhialuto di Lorelei Lee (Marilyn Monroe) in Gli uomini preferiscono le bionde, quello del musicista Danny McGuire in È nata una stella (1954), quello di un direttore di banca voyeuristico nel film Sabato tragico di Richard Fleischer (1955) e quello di un magazziniere nel film Un turbine di gioia (1956) con Eddie Fisher e Debbie Reynolds.
Negli anni '60 comparve in alcuni B movie (accanto a Jayne Mansfield e Mamie Van Doren) e in diverse serie televisive, tra le quali in un episodio di Perry Mason, dove impersonava il comico Charlie Hatch. Nel 1964 diresse, sceneggiò, interpretò e produsse il suo unico film da regista, 3 Nuts in Search of a Bolt. La sua ultima interpretazione fu in Cottonpickin' Chickenpickers (1967), che è stato anche l'ultimo film di Sonny Tufts.
Fu sposato cinque volte: con la sua ultima moglie, l'attrice Carole Langley (il cui nome d'arte era Pocahontas Crowfoot) l'unione durò sedici anni ed ebbero quattro figli. Noonan ebbe anche una figlia dal primo matrimonio e un figlio dal secondo matrimonio. Otto mesi dopo l'operazione per un tumore cerebrale, muore al Motion Picture & Television Country House and Hospital, pochi giorni prima del suo 47º compleanno. Fu sepolto al San Fernando Mission Cemetery.

## Filmografia

### Cinema

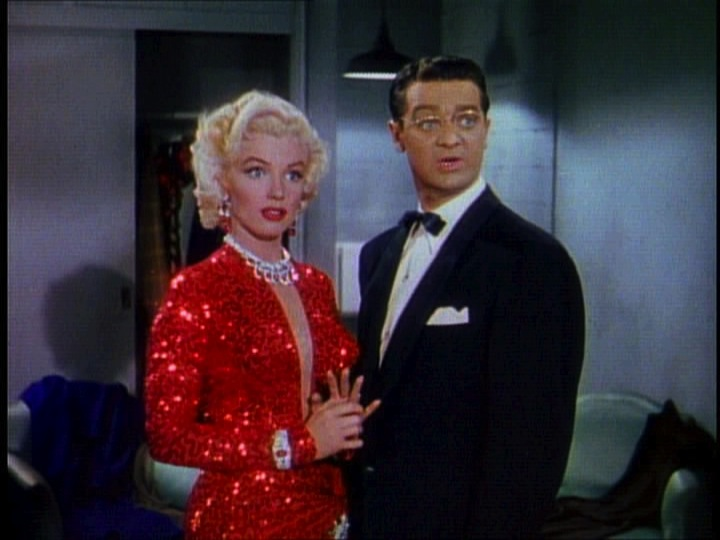
Tommy Noonan con Marilyn Monroe in una scena di Gli uomini preferiscono le bionde (1953)

- La città dei ragazzi (Boys Town), regia di Norman Taurog (1938)
- Le ragazze dello scandalo (George White's Scandals), regia di Felix E. Feist (1945)
- Dick Tracy, regia di William Berke (1945)
- Riverboat Rhythm, regia di Leslie Goodwins (1946)
- Tutte le spose son belle (From This Day Forward), regia di John Berry (1946)
- Ding Dong Williams, regia di William Berke (1946)
- Manicomio (Bedlam), regia di Mark Robson (1946)
- The Truth About Murder, regia di Lew Landers (1946)
- La bionda di bambù (The Bamboo Blonde), regia di Anthony Mann (1946)
- Step by Step, regia di Phil Rosen (1946)
- La banda dei falsificatori (Crack-Up), regia di Irving Reis (1946)
- Criminal Court, regia di Robert Wise (1946)
- Vacation in Reno, regia di Leslie Goodwins (1946)
- Beat the Band, regia di John H. Auer (1947)
- Luna di miele perduta (Lost Honeymoon), regia di Leigh Jason (1947)
- The Big Fix, regia di James Flood (1947)
- A Likely Story, regia di H. C. Potter (1947)
- Perfido inganno (Born to Kill), regia di Robert Wise (1947)
- Riff-Raff - L'avventuriero di Panama (Riffraff), regia di Ted Tetzlaff (1947)
- The Fabulous Joe, regia di Harve Foster (1947)
- Per te io muoio (For You I Die), regia di John Reinhardt (1947)
- Open Secret, regia di John Reinhardt (1948)
- Jungle Patrol, regia di Joseph M. Newman (1948)
- Ho ucciso Jess il bandito (I Shot Jesse James), regia di Samuel Fuller (1949)
- I Cheated the Law, regia di Edward L. Cahn (1949)
- Stasera ho vinto anch'io (The Set-Up), regia di Robert Wise (1949)
- Trapped, regia di Richard Fleischer (1949)
- Bastogne (Battleground), regia di William A. Wellman (1949)
- La costola di Adamo (Adam's Rib), regia di George Cukor (1949)
- Nessuno deve amarti (The Return of Jesse James), regia di Arthur Hilton (1950)
- Holiday Rhythm, regia di Jack Sholl (1950)
- La città che scotta (FBI Girl), regia di William Berke (1951)
- Mariti su misura (The Model and the Marriage Broker), regia di George Cukor (1951)
- Starlift, regia di Roy Del Ruth (1951)
- Gli uomini preferiscono le bionde (Gentlemen Prefer Blondes), regia di Howard Hawks (1953)
- È nata una stella (A Star Is Born), regia di George Cukor (1954)
- Sabato tragico (Violent Saturday), regia di Richard Fleischer (1955)
- Scandalo al collegio (How to Be Very, Very Popular), regia di Nunnally Johnson (1955)
- La figlia dell'ambasciatore (The Ambassador's Daughter), regia di Norman Krasna (1956)
- La felicità non si compra (The Best Things in Life Are Free), regia di Michael Curtiz (1956)
- Un turbine di gioia (Bundle of Joy), regia di Norman Taurog (1956)
- Siete tutte adorabili (The Girl Most Likely), regia di Mitchell Leisen (1958)
- The Rookie, regia di George O'Hanlon (1959)
- Swingin' Along, regia di Charles Barton (1961)
- Promesse, promesse (Promises! Promises!), regia di King Donovan (1963)
- 3 Nuts in Search of a Bolt, regia di Tommy Noonan (1964) – anche produttore e sceneggiatore
- Cottonpickin' Chickenpickers, regia di Larry E. Jackson (1967)

### Televisione
- The Eddie Cantor Comedy Theater – serie TV, episodio 1x38 (1955)
- It's a Great Life – serie TV, un episodio (1956)
- The Millionaire – serie TV, un episodio (1959)
- Perry Mason – serie TV, un episodio (1961)
- General Electric Theater – serie TV, episodio 10x21 (1962)
- The Red Skelton Show – serie TV, un episodio (1963)
- The Real McCoys – serie TV, un episodio (1963)
- Valentine's Day – serie TV, un episodio (1965)
- Jackie Gleason: American Scene Magazine – serie TV, un episodio (1966)
- Io e i miei tre figli (My Three Sons) – serie TV, episodio 7x11 (1966)
- Batman – serie TV, un episodio (1967)
- Gomer Pyle, U.S.M.C. – serie TV, un episodio (1967)

## Doppiatori italiani
Nelle versioni italiane dei suoi film, Tommy Noonan è stato doppiato da:
- Gianfranco Bellini in È nata una stella, Scandalo al collegio, Sabato tragico, La figlia dell'ambasciatore, La felicità non si compra, Un turbine di gioia
- Stefano Sibaldi in Gli uomini preferiscono le bionde, La città che scotta